# Paolo Giordano I. Orsini

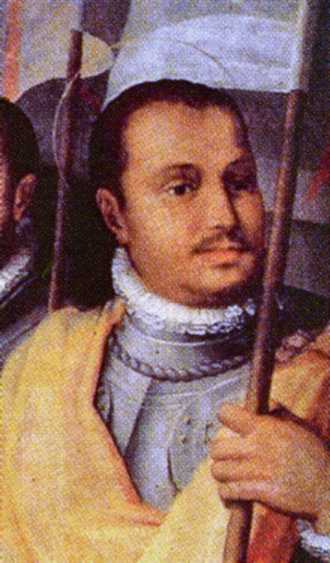
Paolo Giordano I. Orsini (1575)

Paolo Giordano I. Orsini (* 1541; † 13. November 1585) war ab 1560 der erste Herzog von Bracciano.
Der Sohn von Girolamo Orsini and Francesca Sforza heiratete 1558 Isabella de’ Medici, die Tochter von Großherzog Cosimo I. de’ Medici. Der als brutal und aufbrausend beschriebene Mann nahm wie sein Schwager, Marcantonio II. Colonna, 1571 an der Schlacht von Lepanto teil, 1573 beteiligte er sich mit sechs toskanischen Schiffen an der spanischen Expedition gegen Tunis. 1576 starb seine Gattin. Über viele Jahrhunderte hielt sich das Gerücht, er habe sie wegen ihrer Beziehung zu seinem Cousin Troilo Orsini eigenhändig erdrosselt. Tatsächlich zeugt jedoch der laufende Briefwechsel der Eheleute von einem vertrauten Verhältnis, und von einer längeren Krankheit Isabellas, an der sie tatsächlich verstarb. Paolo Giordano unterhielt eine Beziehung zu der verheirateten Vittoria Accoramboni, deren Gatten Francesco Peretti er 1581 ermorden ließ. Er heiratete Vittoria schließlich am 10. April 1585, also rund neun Jahre nach dem Tod Isabellas. Nur wenige Tage später, am  24. April 1585, wurde jedoch der Onkel des ermordeten Ehemannes von Vittoria zu Papst Sixtus V.  gewählt. Dieser sann auf Rache für die Ermordung Perettis, vor der die Eheleute auf venezianisches Gebiet flüchteten. Noch vor Ende des Jahres 1585 wurden beide jedoch dort ermordet, Paolo am 13. November und Vittoria im Dezember. 
Paolo Giordanos Güter gingen an Virginio Orsini, seinen Sohn mit Isabella.